# La Dernière Nuit (film, 1933)
Pour les articles homonymes, voir La Dernière Nuit.
Pour plus de détails, voir Fiche technique et Distribution.
Dernière Nuit... ou La Dernière nuit est un film français réalisé par Jacques de Casembroot, sorti le 17 octobre 1933. Le projet de titre initial était Mimosa Bar, mais le réalisateur choisira finalement Dernière nuit... Une des affiches françaises confirme ce choix, mais on trouve des affiches avec la forme "La Dernière Nuit",.

## Synopsis
Ses anciennes mauvaises fréquentations de jeunesse incitent un homme - désormais champion de tennis (Henri Cochet) - à faciliter le cambriolage de la maison de son actuelle maîtresse... ! (Florelle). 

Apprenant finalement la vérité, elle lui conservera son amour mais peut-être pas sa confiance éternelle....

## Fiche technique
- Réalisation : Jacques de Casembroot
- Scénario :  Jean-Henri Blanchon, Jean-Louis Le Marois
- Photographie : Ganzli Walter
- Décors : L. Maubert
- Musique : J. Jekyll, Marguerite Monnot
- Société de production : Compagnie Niçoise Cinématographique
- Pays de production :  France
- Format :  Noir et blanc - Son mono
- Durée : 85 minutes
- Date de sortie : 1933

## Distribution
- Florelle : Evelyne Ebert
- José Noguéro : Paul Gérard
- Kissa Kouprine : Mimosa
- Jim Gérald : Mathias Krug
- Georges Péclet : Bob
- Marc-Hély : Ernest